# Juan Bautista Buigues Mestre
Tomàs Buigues Mestre (Xaló, 1989), més conegut com a Tomàs II, és un jugador professional de pilota valenciana. Punter en la modalitat d'escala i corda, en nòmina de l'empresa ValNet. Va debutar al Trinquet de Pelayo (València) el 2004.
Encara que al començament de la temporada del 2019 de pilota valenciana fon relegat a la Lliga 2, en guanyar la final amb Fageca ambdós foren inclosos en la Copa d'Escala i corda President de la Diputació de València.

## Palmarés
| A.   | Trofeu               |             | Rest      | Punter    | Adversaris                |
| ---- | -------------------- | ----------- | --------- | --------- | ------------------------- |
| 2022 | XXXI Lliga Caixabank | subcampions | Giner     | Héctor    | Puchol II, Santi i Carlos |
| 2020 | XXIX Lliga Bankia    | subcampions | Puchol II | Guillermo | Pere Roc, Javi i Carlos   |
| 2019 | XII Copa Diputació   | campions    | Puchol II | ×         | De la Vega i Jesús        |

- Campió de la Lliga Caixa Popular: 2007
  - Subcampió del Caixa Popular: 2008
- Campió del Trofeu Nadal de Benidorm: 2012
  - Subcampió del Trofeu Nadal de Benidorm: 2010 i 2011
- Campió del Trofeu Ciutat de Dénia: 2011 i 2012
- Campió Trofeu Hnos. Viel de Sueca: 2011
  - Subcampió del Màsters Ciutat de València: 2011
  - Subcampió de la 2012
  - Subcampió del Trofeu Mancomunitat de la Ribera Alta: 2012
  - Subcampió del Trofeu Universitat de València: 2012
  - Subcampió del Trofeu Vidal: 2012

Galotxa
- Campió del Trofeu Moscatell: 2012